# Gasthof Goldener Löwe (Hedersleben)

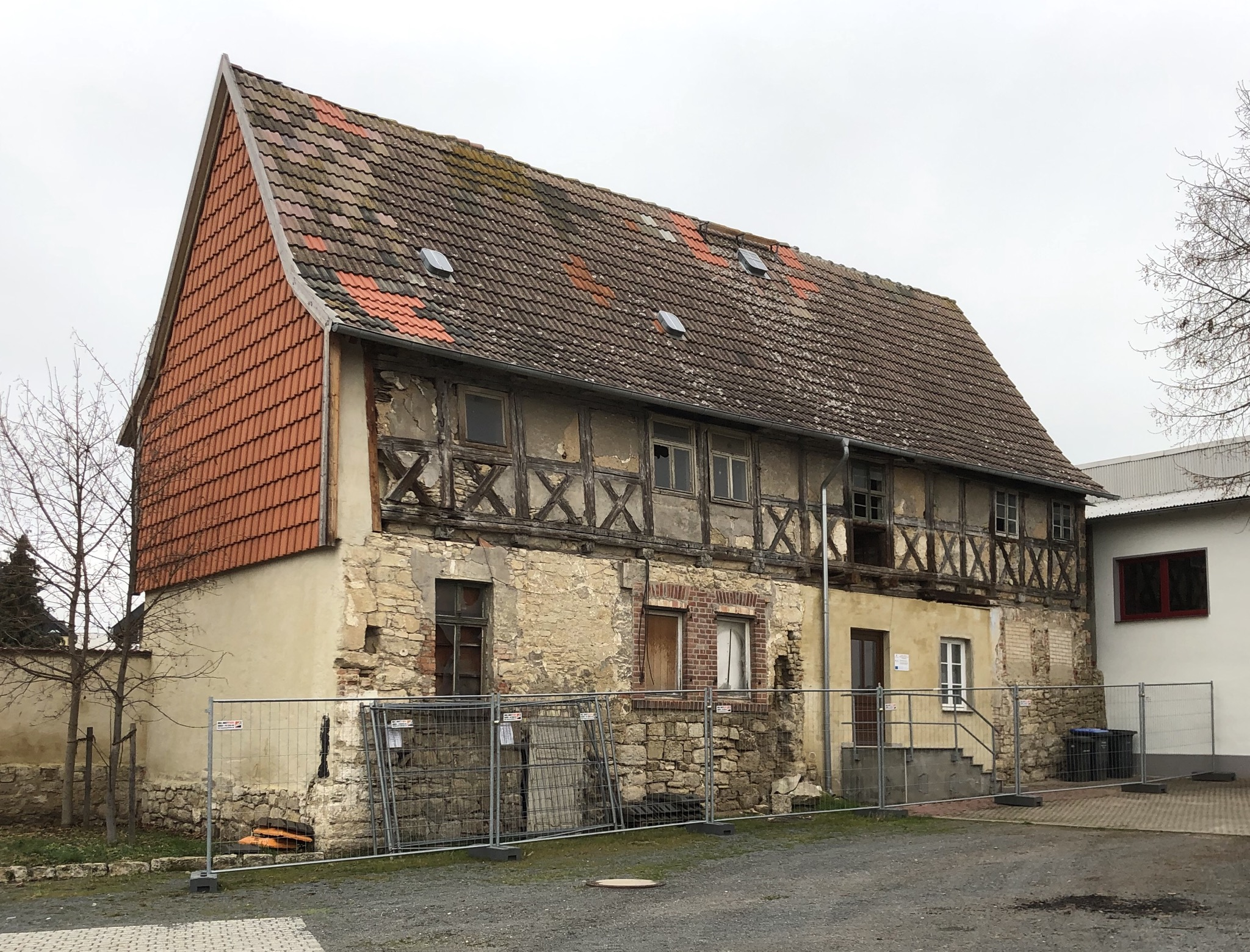
Nördlicher Flügel des Gasthofs Goldener Löwe, 2020

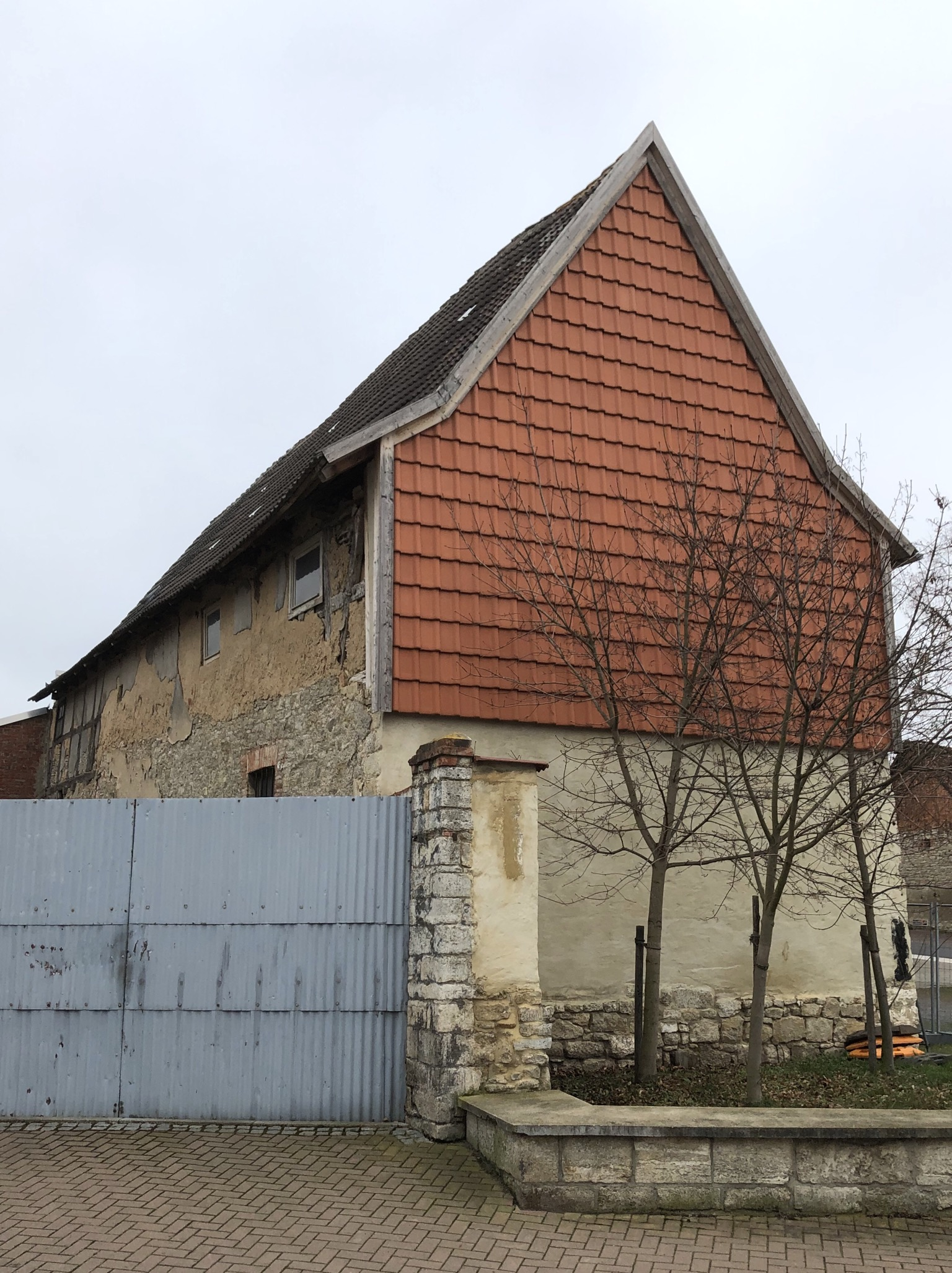
Blick von Westen

Der Gasthof Goldener Löwe ist ein denkmalgeschützter ehemaliger Gasthof in Hedersleben in Sachsen-Anhalt. Der Komplex ist nur in Teilen erhalten.

## Lage
Er befindet sich östlich der Einmündung der Schulstraße auf die Schützenstraße an der Adresse Schützenstraße 7. Andere Angaben nennen als Adresse Schützenstraße 17.

## Architektur und Geschichte
Der Gasthof bestand aus einem dreiflügeligen Gebäudeensemble, wobei das eigentliche Wirtshaus zweiteilig war. Der ältere Teil bestand aus einem Fachwerkbau mit einem massiven Erdgeschoss aus Bruchsteinen und war im 19. Jahrhundert weitgehend erneuert worden. Der jüngere Teil war im Stil des Spätklassizismus aus Backsteinen mit dreiachsiger symmetrischer Fassade errichtet. Im Sockelbereich und an den Ecken bestand eine Quaderung. Zur Straße hin bestand ein umgestaltetes Bruchsteingebäude. Diese Gebäude wurden wohl Anfang des 21. Jahrhunderts abgerissen.
Erhalten geblieben ist (Stand 2020) ein langgestrecktes, den Hof auf der Nordseite begrenzendes Wohnhaus. Es stammt aus dem 17. Jahrhundert und verfügt über ein massives Untergeschoss aus Bruchsteinen und ein Fachwerkobergeschoss. Die Brüstung ist mit Andreaskreuzen verziert, an der Stockschwelle befindet sich eine schmale Fase.
Im örtlichen Denkmalverzeichnis ist der Gasthof unter der Erfassungsnummer 094 45476 als Baudenkmal eingetragen.
Das Gebäude steht leer und ist sanierungsbedürftig (Stand 2020).